# Ninia espinali
Espèce
Statut de conservation UICN

 NT  : Quasi menacé
Ninia espinali  est une espèce de serpents de la famille des Dipsadidae.

## Répartition
Cette espèce se rencontre entre 1 590 et 2 242 m d'altitude :
- au Honduras ;
- au Salvador.

## Étymologie
Cette espèce est nommée en l'honneur de Mario R. Espinal.

## Publication originale
- Mccranie & Wilson, 1995 : Two new species of Colubrid snakes of the genus Ninia from central America. Journal of Herpetology, vol. 29, no 2, p. 224-232.